# ويليام فيشر (رائد أعمال)
ويليام فيشر (بالإنجليزية: William Fisher)‏ هو منتج تلفزيوني ورائد أعمال أمريكي، ولد في 1960 في بيتسبرغ في الولايات المتحدة.